# Paradiñas (Allariz)
Paradiñas es un lugar situado en la parroquia de Torneiros, del concello de Allariz, en la provincia de Orense, Galicia, España.